# Osteopilus septentrionalis
Osteopilus septentrionalis es una especie de anfibios de gran tamaño pertenecientes a la familia Hylidae. Habita en Cuba, las Bahamas y las Islas Caimán. Ha sido introducida en Puerto Rico, las Islas Vírgenes, Florida, Venezuela y Hawái. Es considerada una especie invasiva.